# アイデアボックス
アイデアボックスは株式会社自動処理が運営するサービスで、インターネットを使ってアイディア集積する仕組み。投稿したアイデアに対し、コメント・投票が可能な点が特徴。

## 概要
中央官庁の中で10年以上の実績を持つ参加型政策検討プラットフォーム。2010年にオバマ大統領が大統領選に勝った際の政策の一つが『オープンガバメント』という政策であり、日本国内では経済産業省が中心となり『オープンガバメント』政策を進めていた。『オープンガバメント』政策は政府の透明性（トランスペアレンシー）、市民の参加（パーティシペーション）、官民の連携（コラボレーション）の3つで成り立っており、『アイデアボックス』はこの中の市民の参加（パーティシペーション）を推し進める仕組みとして作られており、国民が自由に役所に対して自由に意見が提案でき、提案された意見に対して議論が出来、オープンな意見を受け付ける事から、基本的に投稿されたアイデアはパブリックドメインになる事や、投稿の際の事前検閲がない事を特徴としている。
デジタル庁が実施しているデジタル庁アイデアボックス（旧名デジタル改革アイデアボックス）の名前は、初代のサービスとして利用した自動処理社のサービスから名づけられている。

## ソフトウェアの成り立ちと経緯
2009年10月セールスフォース・ドットコム（現・セールスフォース）が開発した電子経済産業省アイディアボックスの機能的な不備に不満を持った株式会社自動処理の代表を務める高木祐介の呼びかけでオープンソースソフトウェアであるSugarCRMコミュニティのメンバーと開発した電子経済産業省アイディアボックスの跡地サイトアフターアイデアボックスを元に開発したものが元になっている。
2010年2月SugarCRMコミュニティをオープンビジネスソフトウェア協会として社団法人化し、アイデアボックスの開発を受託、経済産業省アイディアボックスをリリースした。
2010年5月以降はオープンビジネスソフトウェア協会から正式にアイデアボックスを譲り受け、株式会社自動処理としてサービスを提供する事になった。
2021年10月株式会社自動処理は次世代版のアイデアボックスを正式に発表。2022年1月より正式リリースした。
2022年1月11日、国連のGlobal E-Participation Workshopにて、市民参画における日本政府の取り組みの代表的な事例としてアイデアボックスが紹介された。
2022年9月29日、デジタル庁はブログにて、日本は国連の国連電子政府ランキング(UN e-Government Surveys)の市民参画指標(UN eParticipation Index)にて1位になったが、対話型サイトであるアイデアボックスへの参加が影響したと紹介された。

## 実績
- 2009年12月「アフターアイデアボックス」(経済産業省)[7]
- 2010年2月「経済産業省アイディアボックス」(経済産業省)[7][8]
- 2010年5月「熟議カケアイ」(文部科学省)[9]
- 2010年6月「休暇分散化アイディアボックス」(国土交通省 観光庁)[9]
- 2010年7月「オープンガバメント・アイディアボックス」(経済産業省)
- 2010年8月「陸別町アイディアボックス」(陸別町)[9]
- 2010年9月「伊根町アイディアボックス」(伊根町)[9]
- 2010年9月「国民の声アイディアボックス」 (内閣府)[10]
- 2010年10月「鶴ヶ島市アイディアボックス」(鶴ヶ島市)[9]
- 2011年7月「節電アイディアボックス」(内閣府)[11]
- 2013年2月「オープンデータアイディアボックス」(内閣官房)[12]
- 2014年2月「オープンガバメント・アイディアボックス2014」(内閣官房)
- 2016年2月「デジタルガバメントアイディアボックス」(内閣官房)[13][14]
- 2017年3月「デジタルガバメントアイディアボックス2017」(内閣官房)[15][16]
- 2020年5月「VS COVID-19アイディアボックス」(Code for Japan)[17][18][19]
- 2020年10月「デジタル改革アイデアボックス」(内閣官房)[20][21][22]
- 2021年2月「たかまつアイデアFACTORY」(高松市)[23][24]
- 2021年6月「みえDXアイデアボックス」(三重県)[25][26]
- 2021年10月「令和3年衆院選アイデアボックス」(自動処理)[27][28]
- 2022年1月「ちばしアイデアボックス」(千葉市)[29][30]
- 2022年1月「FUKUI DXアイデアボックス」(福井県)[31][32]
- 2022年4月「デジタル庁アイデアボックス」(デジタル庁)[33][34][35]
- 2022年5月「横浜市アイデアボックス」(横浜市)[36][37]